# Bankseiland
Bankseiland (Engels: Banks Island) is een Canadees eiland dat behoort tot het grondgebied van de Northwest Territories en deel uitmaakt van de Canadese Arctische Eilanden.

## Toponymie
Bankseiland kreeg zijn naam in 1820 van William Edward Parry, ter ere van botanicus en natuuronderzoeker Joseph Banks.

## Geografie
Het wordt omringd door de Beaufortzee in het westen, de Golf van Amundsen in het zuiden, de Straat McClure in het noordoosten en in het oosten door de Straat Prince of Wales. 
De enige bewoonde plaats op Bankseiland is Sachs Harbour. Het hoogste punt van Bankseiland is Nelson Head, wat zo'n 610 meter boven zeeniveau uitsteekt.

## Natuur
Het eiland huisvest twee trekvogelreservaten, namelijk reservaat nr. 1 in het zuidwesten en reservaat nr. 2 in het noorden.